# The Pale Horse
The Pale Horse (O cavalo amarelo, no Brasil / O Cavalo Pálido ou O Cavalo Amarelo, em Portugal) é um romance policial de Agatha Christie, publicado em 1961. Apesar de não ser um caso do detetive Hercule Poirot, conta com a participação de sua amiga, a escritora Ariadne Oliver, como uma de suas personagens.  O livro ficou conhecido por ter ajudado a polícia a solucionar um caso real.

## Enredo
O escritor Mark Easterbrook se vê, pouco a pouco, mas no início involuntariamente, envolvido em uma complexa história de mortes aparentemente naturais. Essas mortes têm algumas características em comum: sempre alguém lucra muito com cada uma delas e os nomes dos falecidos constam da lista redigida pelo reverendo Gorman na noite em que foi assassinado.
Mark e sua amiga Ariadne Oliver participam de uma festa beneficente em uma cidadezinha do interior. Lá ele tem a oportunidade de conhecer o "Cavalo Amarelo", de que já ouvira falar. É uma casa que, no passado, foi uma hospedaria, e onde atualmente moram "as bruxas do vilarejo", três mulheres estranhas que organizam sessões de espiritismo e feitiçaria. Nessa mesma oportunidade, Mark conhece o Sr. Venables, homem rico, inválido e identificado pelo farmacêutico Osborn, importante testemunha, como o homem que seguia o reverendo Gorman na noite em que foi assassinado.
Mark se dá conta de uma série de coincidências que fazem pensar que as mortes são ocasionadas pelas bruxas, e se dispõe a ajudar seus amigos da polícia a resolver o mistério.